# Sigodang
Sigodang is een bestuurslaag in het regentschap Simalungun van de provincie Noord-Sumatra, Indonesië. Sigodang telt 1846 inwoners (volkstelling 2010).